# George Catlin

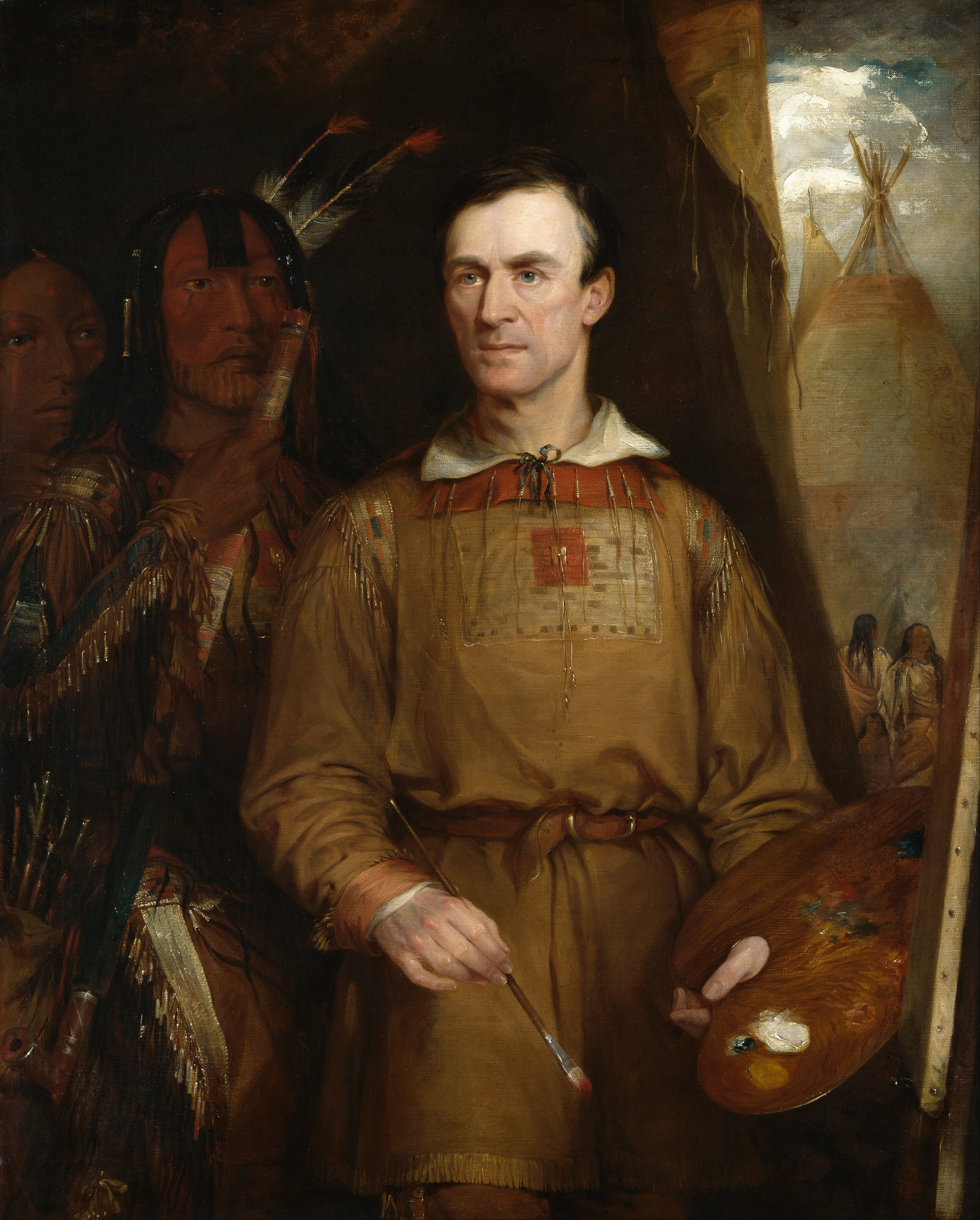
George Catlin, porträtiert von William Fisk

George Catlin (* 26. Juli 1796 in Wilkes-Barre, Pennsylvania; † 23. Dezember 1872 in Jersey City, New Jersey) war ein US-amerikanischer Maler, Autor und Indianerkenner. Der Großteil seiner Werke ist in der Catlin Gallery of the Smithsonian American Art Museum, Washington, D.C. ausgestellt. Etwa 700 Zeichnungen befinden sich im American Museum of Natural History in New York.

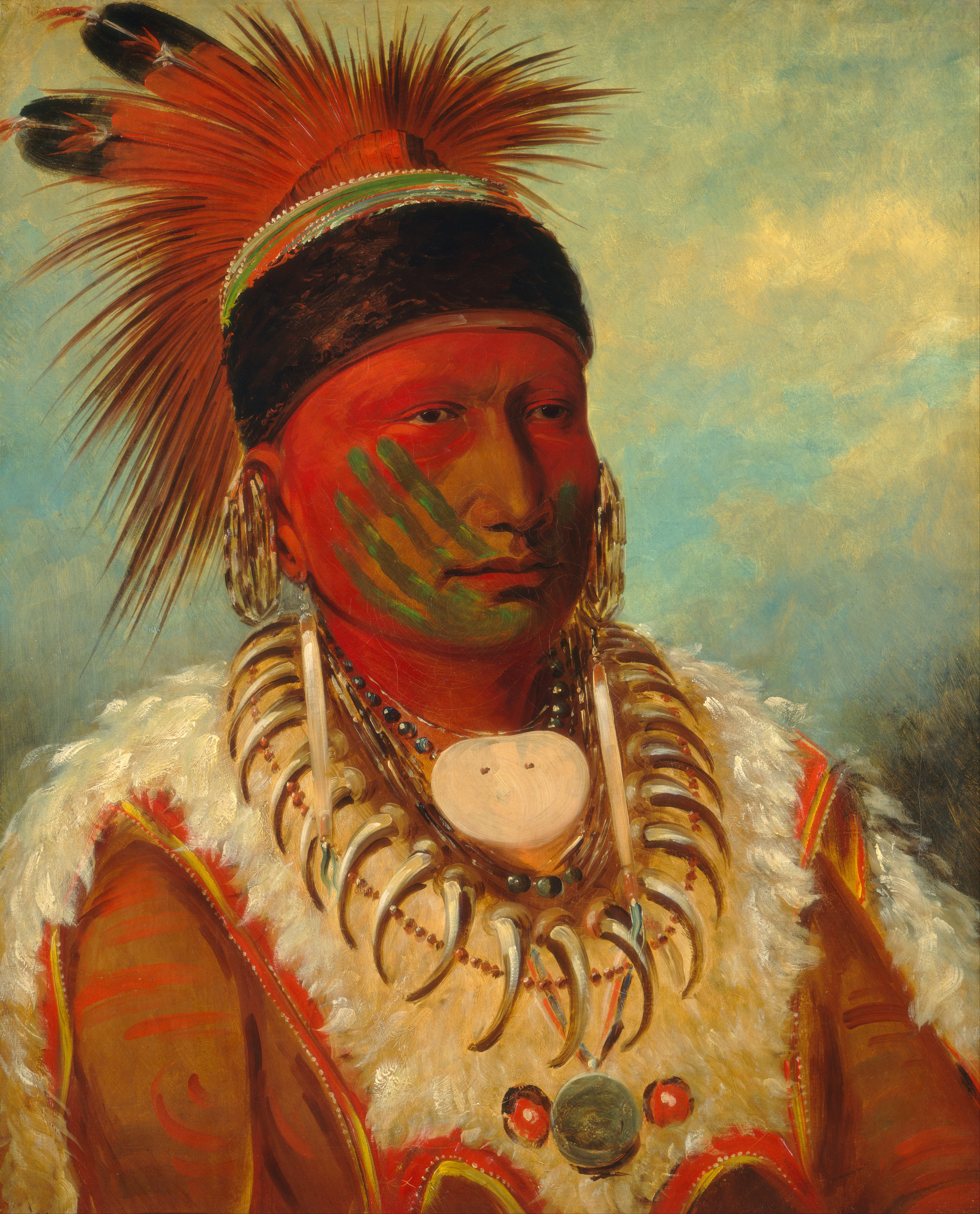
Weiße Wolke, Häuptling der Iowa

## Leben und Wirken

### Kindheit und Ausbildung
George Catlin wurde in Wilkes-Barre, Pennsylvania, als fünftes von 14 Kindern geboren. Schon in Catlins Kindheit hatten Indianer einen starken Einfluss auf ihn, da seine Mutter und Großmutter im Zuge des Amerikanischen Unabhängigkeitskrieges 1778 von einem Indianerstamm entführt wurden (Wyoming Valley massacre, 1778). Er verbrachte seine Jugend mit Fischen, Jagen und dem Sammeln von indianischen Kunstgegenständen. Catlin wurde in der örtlichen Schule in Wilkes-Barre unterrichtet. Nach fünf Jahren wurde er von seinem Vater nach Litchfield, Connecticut geschickt, wo er bis 1818 Jura studierte und bis 1823 praktizierender Anwalt wurde. In seinem 1857 erschienenen Buch Life Amongst the Indians („Leben unter den Indianern“) schrieb er,

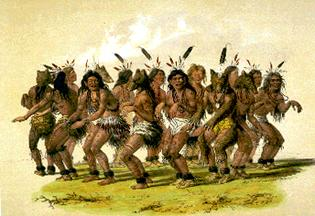
Catlins Bear Dance

„dass eine andere berufliche Passion mich in Besitz genommen hatte, nämlich die Malerei, der ich schon bald vollkommen verfallen war; und nachdem jeder Zentimeter meines Tisches und meiner Bank mit Taschenmesser, Füllfeder und Tinte bearbeitet worden war und Zeichnungen von Richtern, Geschworenen und Tätern diese bedeckten, entschloss ich mich meine Gesetzesbücher gegen Farbtöpfe und Pinsel einzutauschen und der Malerei, meiner eigenen Berufung, in Zukunft nachzugehen.“

### Reise durch den Westen Amerikas

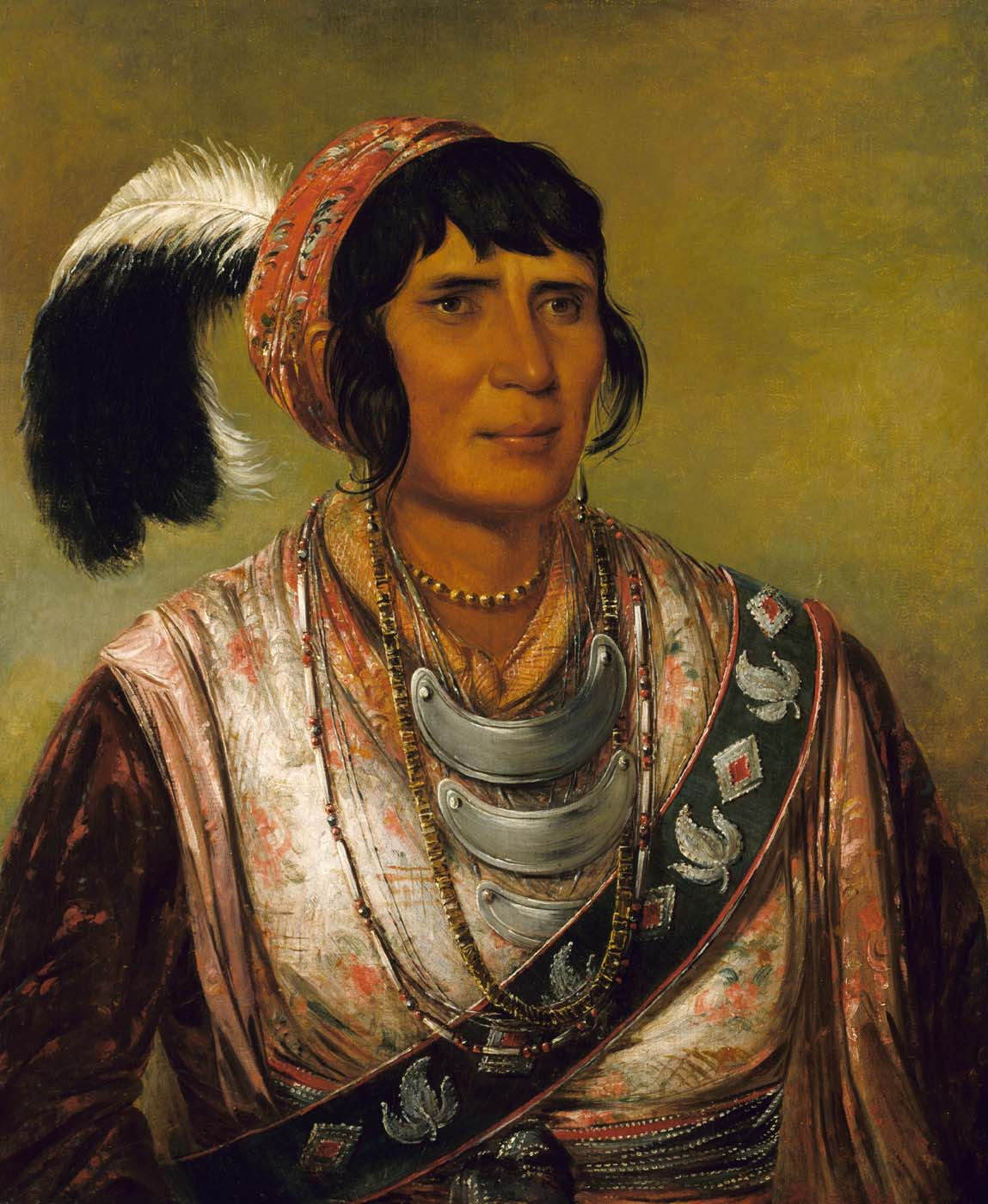
Osceola, Anführer der Seminolen, während des Zweiten Seminolenkrieges; Porträt von George Catlin, entstanden 1838

Im Jahr 1821 erhielt Catlin Unterricht an der Philadelphia Academy und stellte seine Werke in der Pennsylvania Academy of the Fine Arts aus. Von 1824 und 1829 war er Porträtmaler in Philadelphia und New York. Seinen ersten bedeutenden Auftrag erhielt er 1824, als er ein Porträt von DeWitt Clinton, dem Gouverneur von New York, anfertigen sollte. In New York wurde er zum Mitglied der soeben erst gegründeten National Academy of Design gewählt. Am 10. Mai 1828 heiratete er Clara Gregory.
Unter Catlins wenigen Aufträgen befand sich das Malen von Winnebago in Washington, D.C., das Porträtieren von Irokesen und 1830 der Auftrag, die Gruppe von 101 Delegierten der Virginia Constitutional Convention zu malen. Noch im selben Jahr zog es ihn in den noch teilweise unerforschten Westen, nach St. Louis, um die Indianer in ihrem echten Lebensraum zu malen.
Im Dezember 1831 widmete Catlin seine Zeit und Arbeit den Indianern der Great Plains. Seine Motive sind die Persönlichkeiten der Indianer, ihre Gesellschaft und ihre Bräuche. Am 26. März 1832 reiste er mit dem Dampfschiff Yellow Stone auf dem Missouri bis zum Handelsposten Fort Union, in Grenznähe der heutigen Bundesstaaten North Dakota und Montana. Während der dreimonatigen Reise fertigte Catlin kleine Landschaftsbilder an. Im Fort porträtierte er unter anderem Angehörige der Indianerstämme Pawnee, Omaha und Ponca im Süden und der Mandan, Cheyenne, Absarokee, Assiniboine und Blackfeet im Norden.
Im Jahr 1841 schrieb er über seine Zeit in St. Louis:

„Ich habe eine große Menge dieser Wilden gesehen. Ich habe große Mühen, Schwierigkeiten und Gefahren auf mich genommen, sie zu besuchen, durfte aber viele angenehme Erfahrungen machen. Als ich mit ihnen unterwegs war, habe ich ihre freundlichen Hände geschüttelt, die noch nie durch die Berührung mit Geld verunreinigt wurden oder die der Geldbeutel fest im Griff hatte; ich wurde immer freundlich in ihre Wigwams aufgenommen und konnte stets unversehrt in ihrem Gebiet reisen. Und wenn ich voreingenommen gesprochen habe, wird der Leser wissen, in welchem Rahmen dies für mich erlaubt ist als Fürsprecher dieses Volkes, das mich freundlich behandelt hat, dem ich mich verpflichtet fühle und das keine Möglichkeit hat, für sich selbst zu sprechen.“

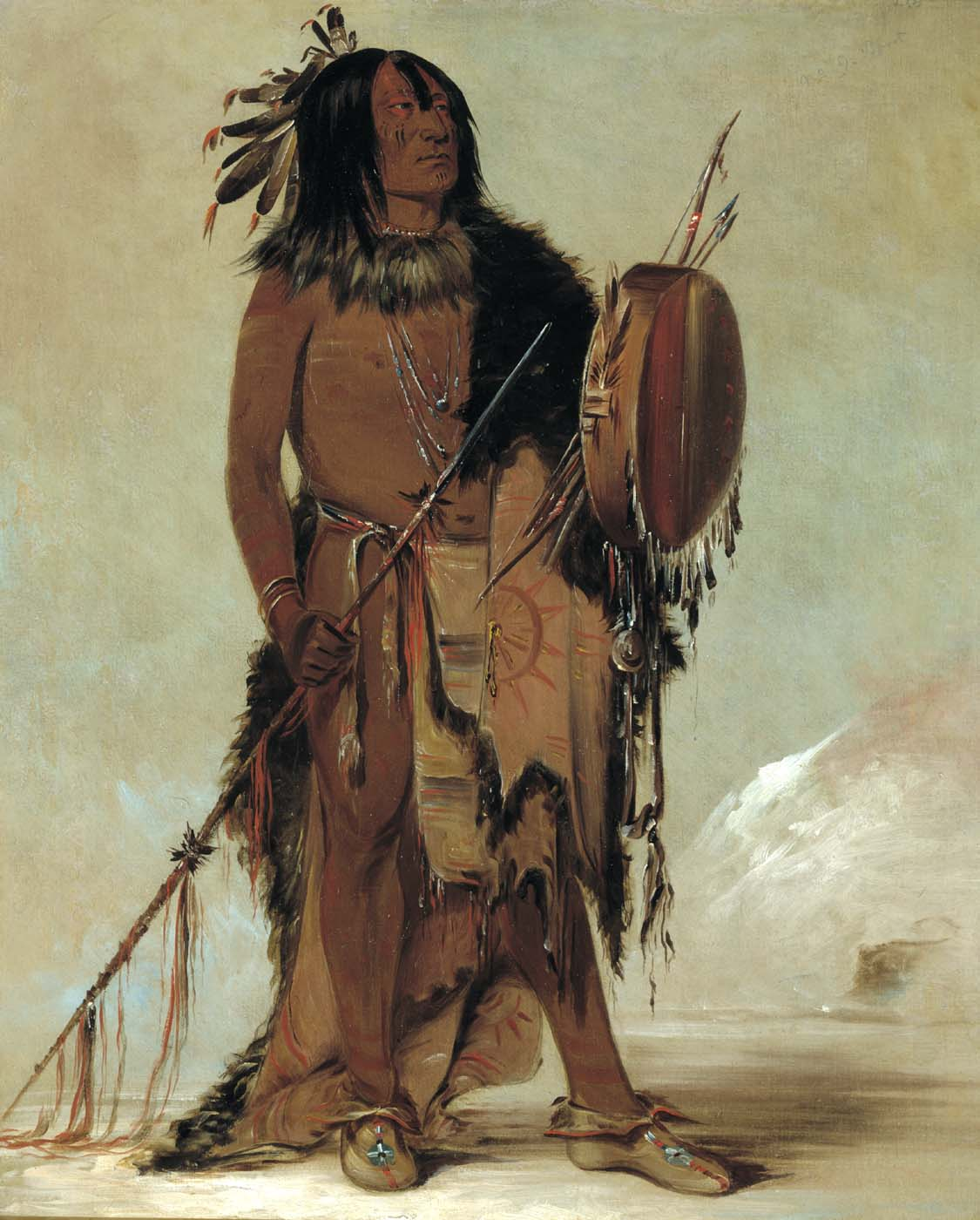
Blackfeet-Häuptling Wun-nes-tou (1832), möglicher Namensgeber für Karl Mays Romanfigur Winnetou

1834 durfte Catlin Colonel Henry Leavenworths Dragoner bei der ersten diplomatischen Kontaktaufnahme mit den Comanchen begleiten. Im April desselben Jahres erreichten sie Fort Gibson, wo Catlin gut zwei Monate lang Bilder von Cherokee, Choctaw, Creek und Osage-Indianern anfertigte.
Im Dezember 1834 kehrte er nach New York zurück. Seine Bilder stellte Catlin in Pittsburgh, Cincinnati und Louisville aus. Nachdem Catlin zu seiner Frau Clara zurückgekehrt war, zogen sie nach New Orleans, um von dort auf einem Vergnügungsdampfer nach Fort Snelling in Minnesota zu reisen. Dort malte Catlin die Chippewa. Im Frühjahr 1836 besichtigte er den Heiligen Pfeifensteinbruch, einen für Indianer heiligen Ort. Einige Proben ließ er den Mineralogen Charles Thomas Jackson untersuchen, der das bis dato unbekannte Mineral Catlinit nannte.

### Indian Galleryund Wild-West-Shows
Am 25. September 1837 eröffnete Catlin die erfolgreiche Indian Gallery in der Clinton Hall in New York. Aufgrund des Besucheransturms wurde die Ausstellung in das Stuyvesant Institute am Broadway verlegt. Clinton schloss die Ausstellung noch im Dezember desselben Jahres, als er von der Verhaftung des Seminolen-Häuptlings Osceola erfuhr.
1839 stellte Catlin seine Ausstellung nochmals in New York und Philadelphia aus. Ende des Jahres segelte er nach Liverpool in England und eröffnete am 1. Februar 1840 seine Ausstellung in der Egyptian Hall in London. Im ersten Ausstellungsjahr besichtigten 32500 Menschen die 485 Landschaftsbilder und Porträts. Hier organisierte er auch erstmals Veranstaltungen, auf denen indianische Rituale zunächst von Weißen, später auch von echten Indianern (Anishinabe und Iowa) vorgeführt wurden. Im Frühjahr 1845 zeigte er die Show auch in Paris, wo sie unter anderem von König Louis-Philippe I., George Sand und Victor Hugo gesehen wurde. Nachdem seine Frau Clara an einer Lungenentzündung gestorben war, beendete er die Aufführungen.

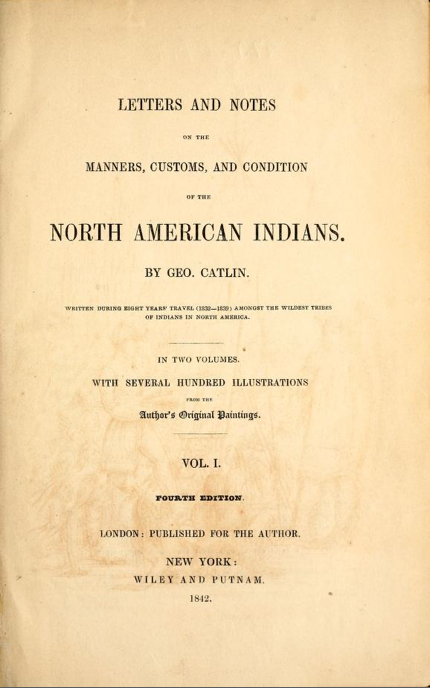
Letters and Notes on the Manners, Customs, and Conditions of the North American Indians von George Catlin (Titelseite von Band 1, 4th ed.)

1841 publizierte Catlin seine „Letters and Notes on the Manners, Customs, and Condition of the North American Indians“ (dt.: „Briefe und Notizen über die Sitten, Gebräuche und Lebensumstände der nordamerikanischen Indianer“) in zwei Bänden mit über 300 Stichen, das zu einem seiner bekanntesten Werke wurde. In Ermangelung von Unterstützung in Amerika musste er sein Werk auf eigene Kosten in London drucken lassen.
Im Jahr 1853 suchte er in Südamerika Gold. Anfang 1860 zog Catlin nach Brüssel, wo er weitere 600 Bilder malte, die nach über 300 Skizzen aus den 1830er Jahren entstanden sind. Nach 32 Jahren Aufenthalt in Europa und Südamerika kehrte er 1871 nach Amerika zurück. Anfang des Jahres 1872 ließ er sich in Washington, D.C. nieder.
Am 23. Dezember 1872 starb George Catlin im Alter von 76 Jahren in Jersey City. Er wurde neben seiner Frau und seinem 1846 an Typhus verstorbenen Sohn auf dem Friedhof von Brooklyn begraben.

### Nachwirken

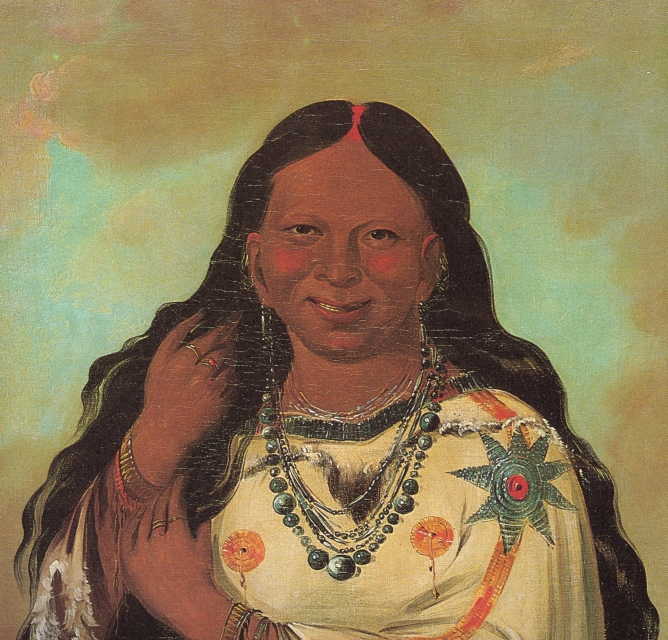
Kei-a-gis-gis, eine Frau der Ojibwa, 1832

Catlin war einer der wenigen Forscher, welche das Volk der Mandanen in seiner Blüte besuchten, und er dokumentierte die Kultur dieses Volkes. Er beschrieb auch ihre ethnische Besonderheit, denn als einziger Stamm Amerikas hatte dieses Volk auch viele hellhäutige Stammesangehörige, die nicht von weißen Siedlern abstammten. Die Herkunft dieser europäisch anmutenden Stammesangehörigen, welche er sogar als blond oder blauäugig beschrieb, liegt im Dunkel der Geschichte. Catlin vermutete, dass Wikinger zu den Vorfahren zählen, beschrieb aber auch jüdische Einflüsse in der Kultur und der Kleidung. Er beschreibt sehr detailliert dieses friedliche Volk des Westens, welches kurz nach seinem Besuch 1837 über von „Weißen“ eingeschleppte Krankheiten (Pocken) faktisch ausgelöscht wurde.
Catlin zeichnete viele alltägliche Begebenheiten der Indianer, aber auch Rituale, Feste und Porträts. Außerdem machte er „angepasste“ Indianer in Karikaturen lächerlich, indem er sie als Indianer würdevoll darstellte und in scheinbar „würdevoller“ europäischer Kleidung in einem weiteren Bild lächerlich macht. Solche Bilder gibt es aus seiner gesamten Schaffenszeit und er bezieht klar Position für die Indianer in ihrer Ursprünglichkeit, verhöhnt aber jene Häuptlinge und sonstige Würdenträger, welche für sie seiner Meinung nach unpassende europäische Kleidung tragen und sich als „Weiße“ herausputzen. Auf seinen Zeichnungen wirken sie so eher grotesk.
Heute gelten die Werke Catlins als einzigartige Darstellungen des „wahren“ indianischen Lebens, bevor der Einfluss der weißen Kolonisten die Kultur der Einheimischen zerstörte.

## Galerie

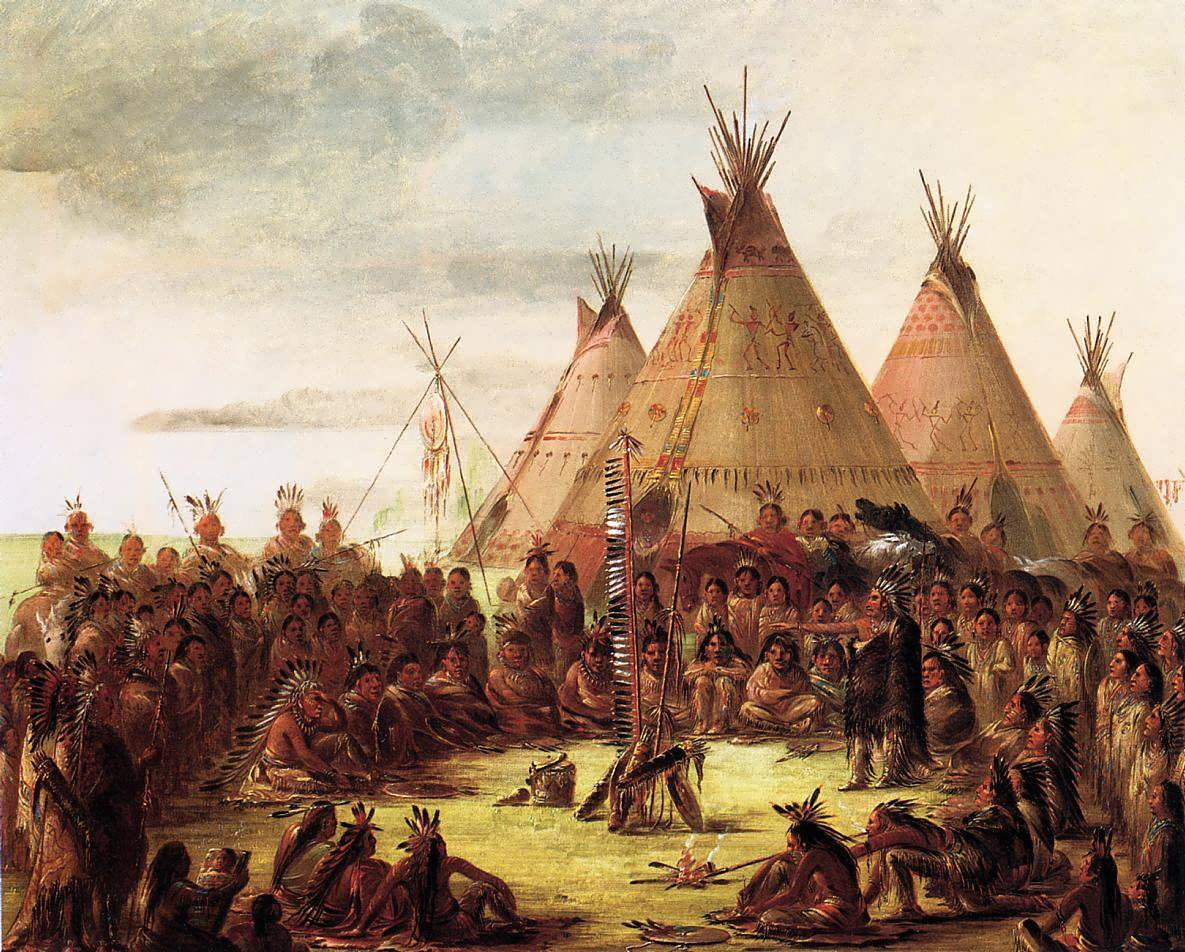
Tipis
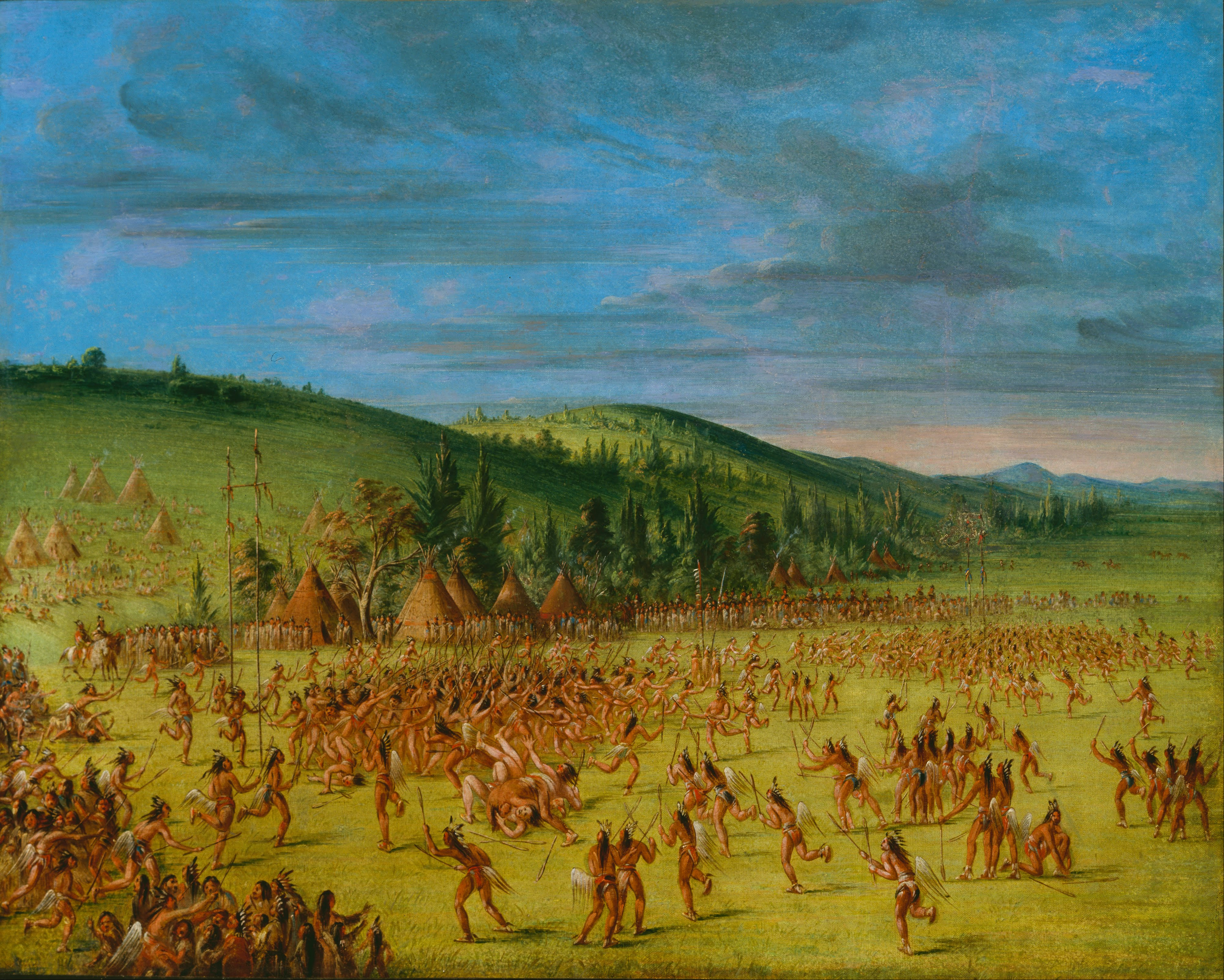
Indianisches Ballspiel ca. 1846–1850
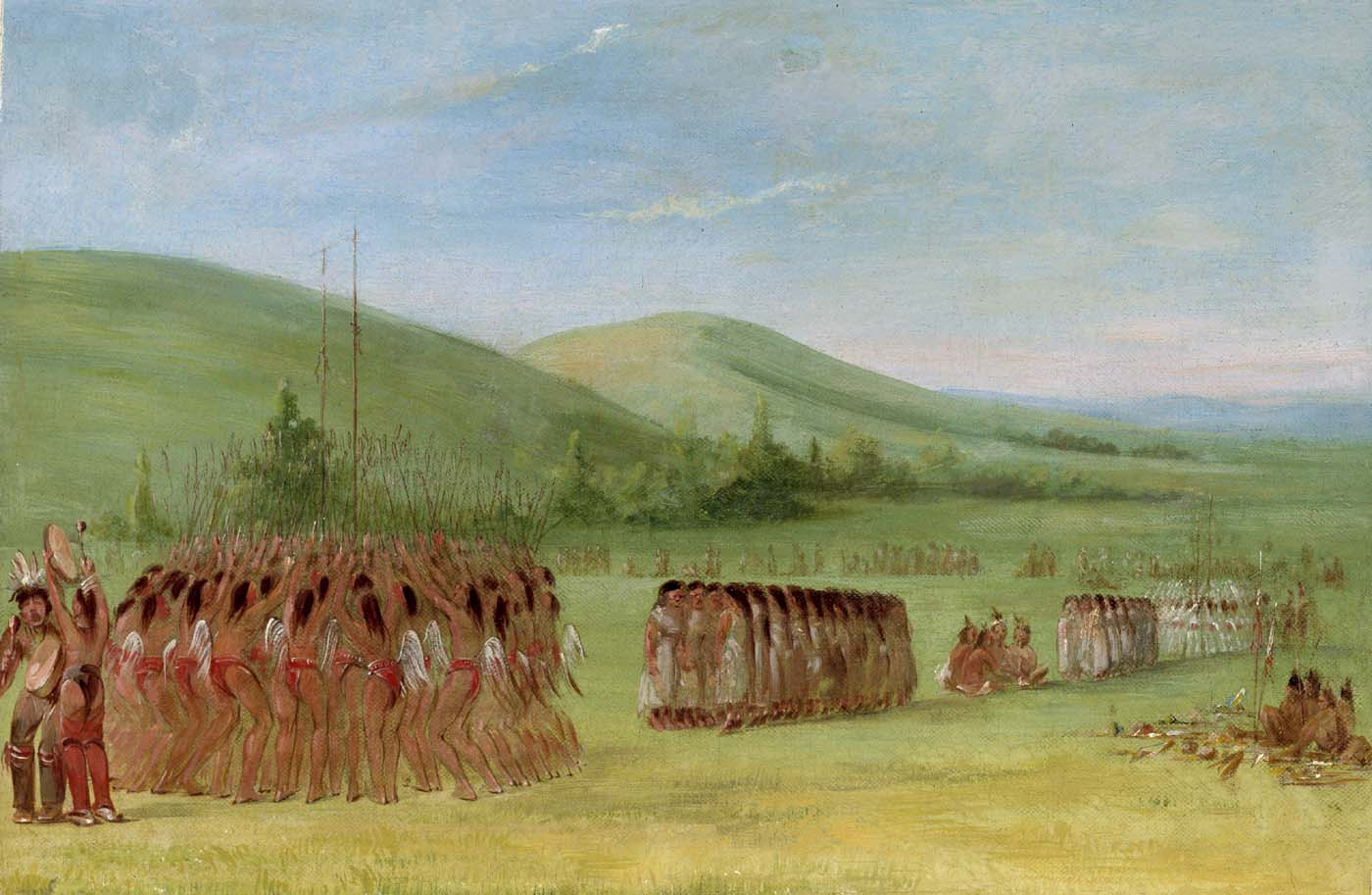
Ballspieltanz 1834
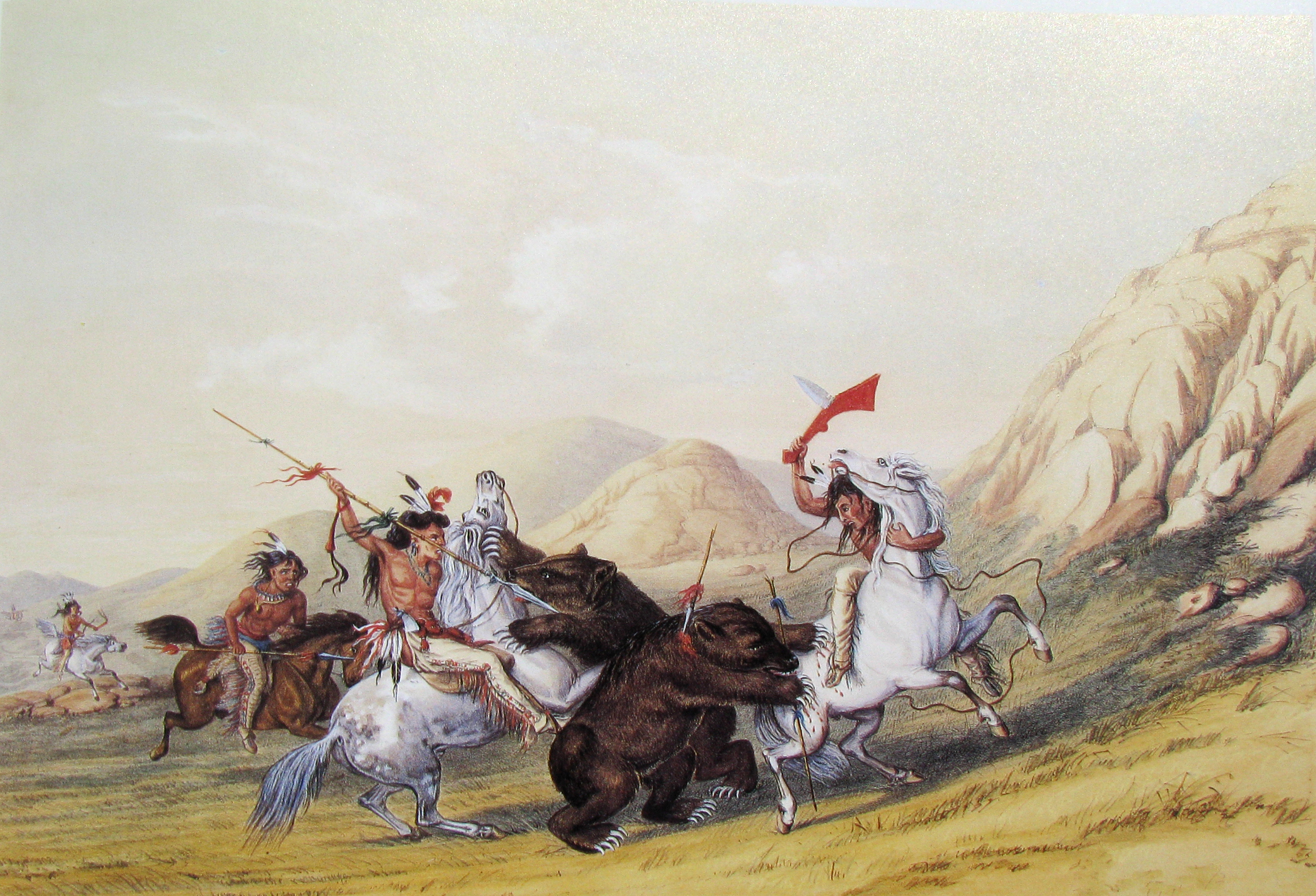
Grizzly-Jagd
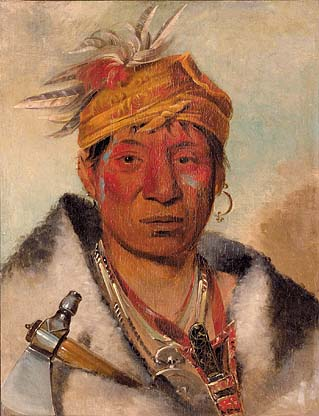
Ah-yaw-ne-tak-oár-ron
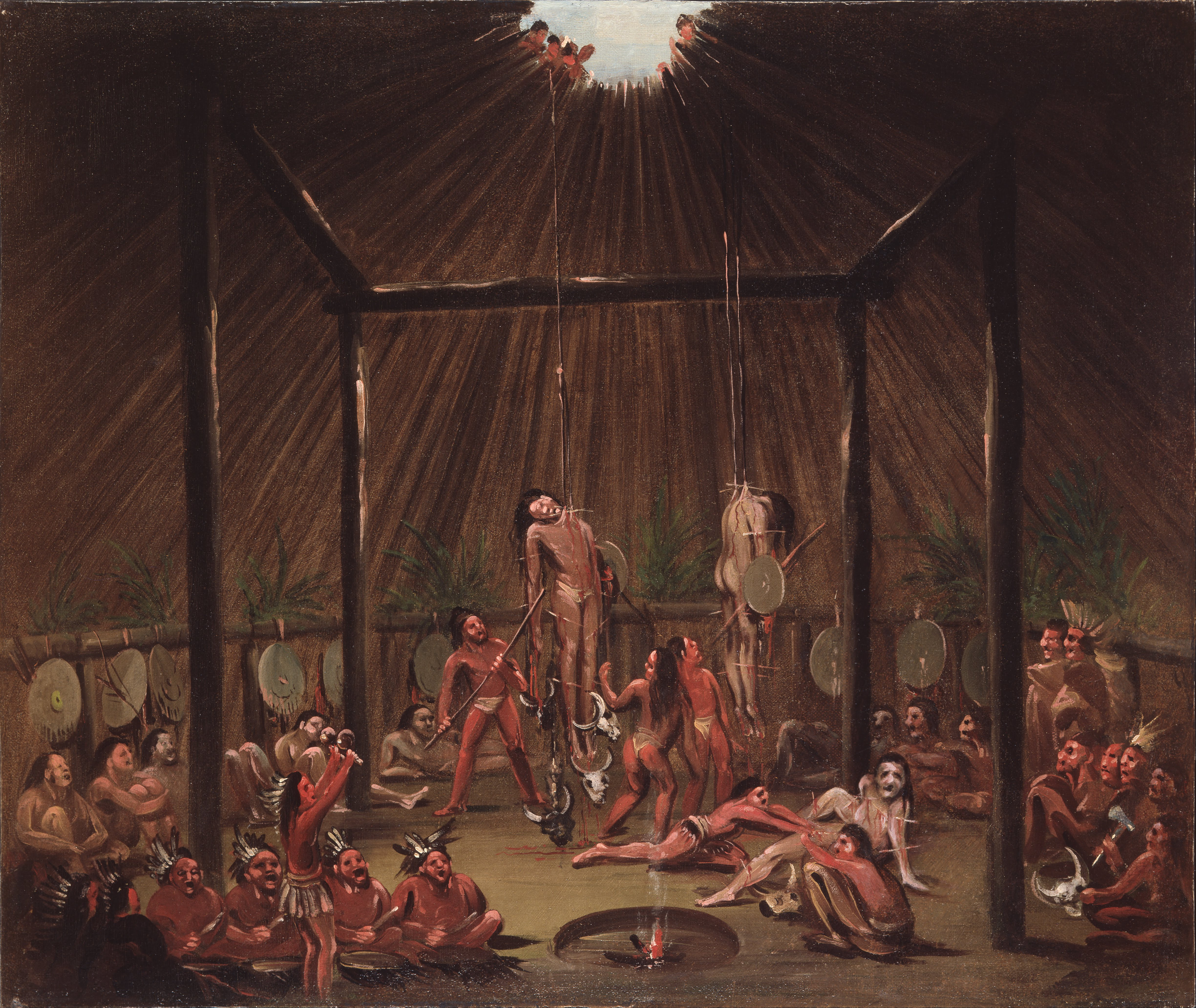
Schneidezeremonie der Mandan O-kee-pa, männlicher Initiationsritus, 1832
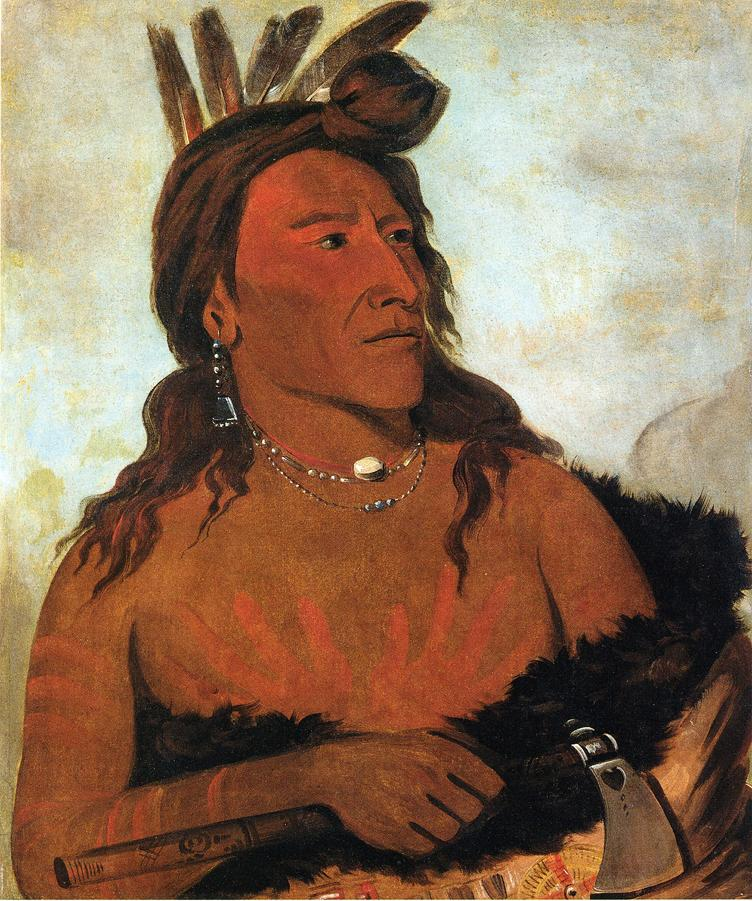
Little Bear, Hunkpapa Brave, 1832
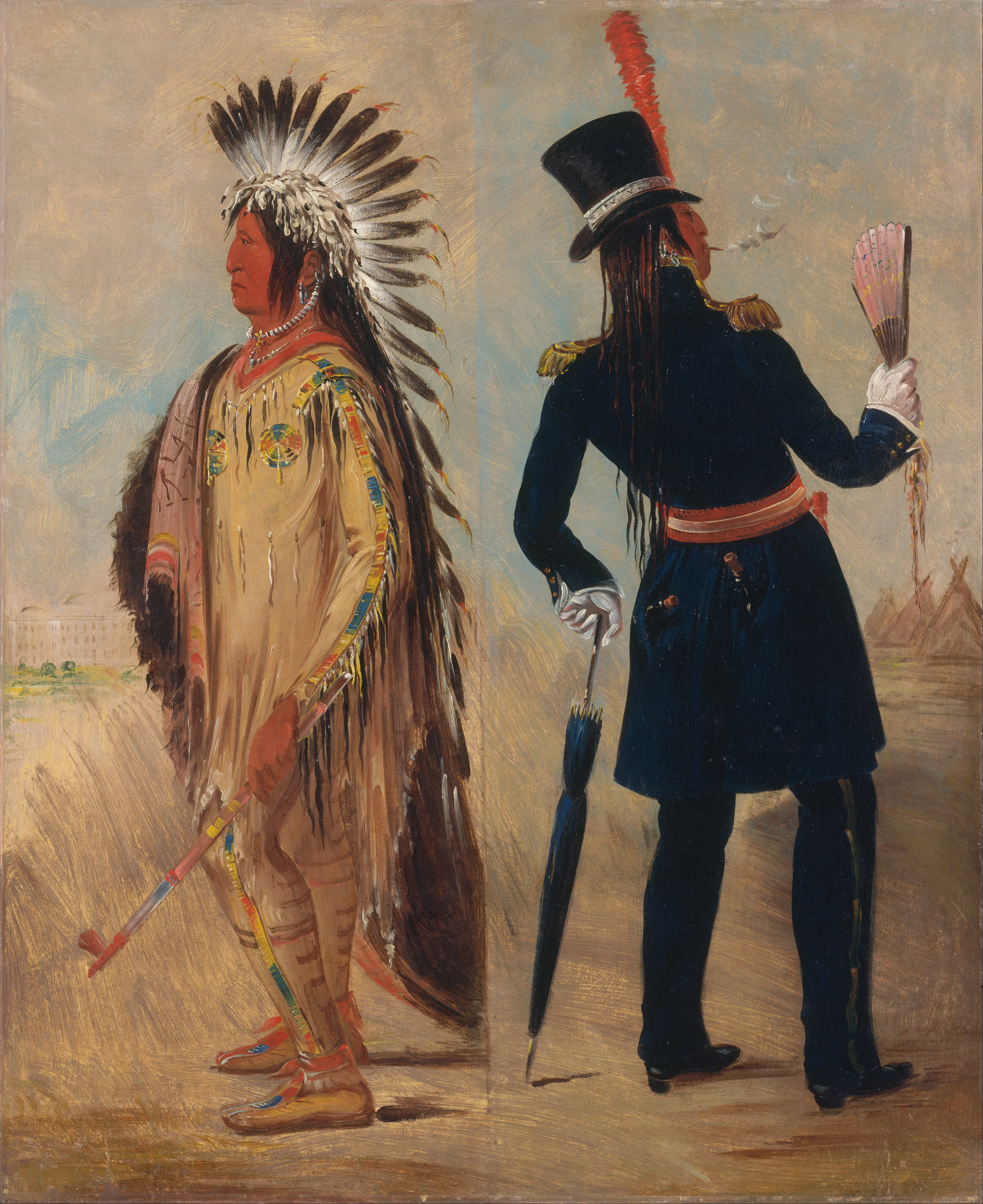
Wi-jún-jon, auf dem Weg nach und bei der Rückkehr aus Washington, D.C.
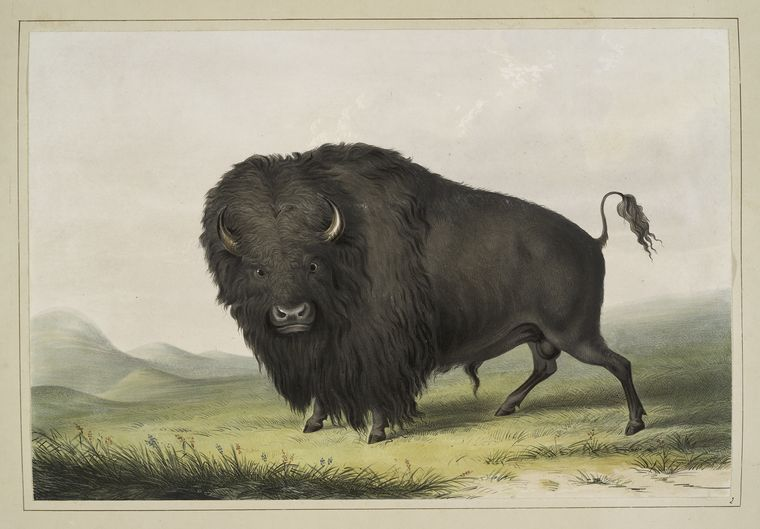
Grasender Bisonbulle, 1845
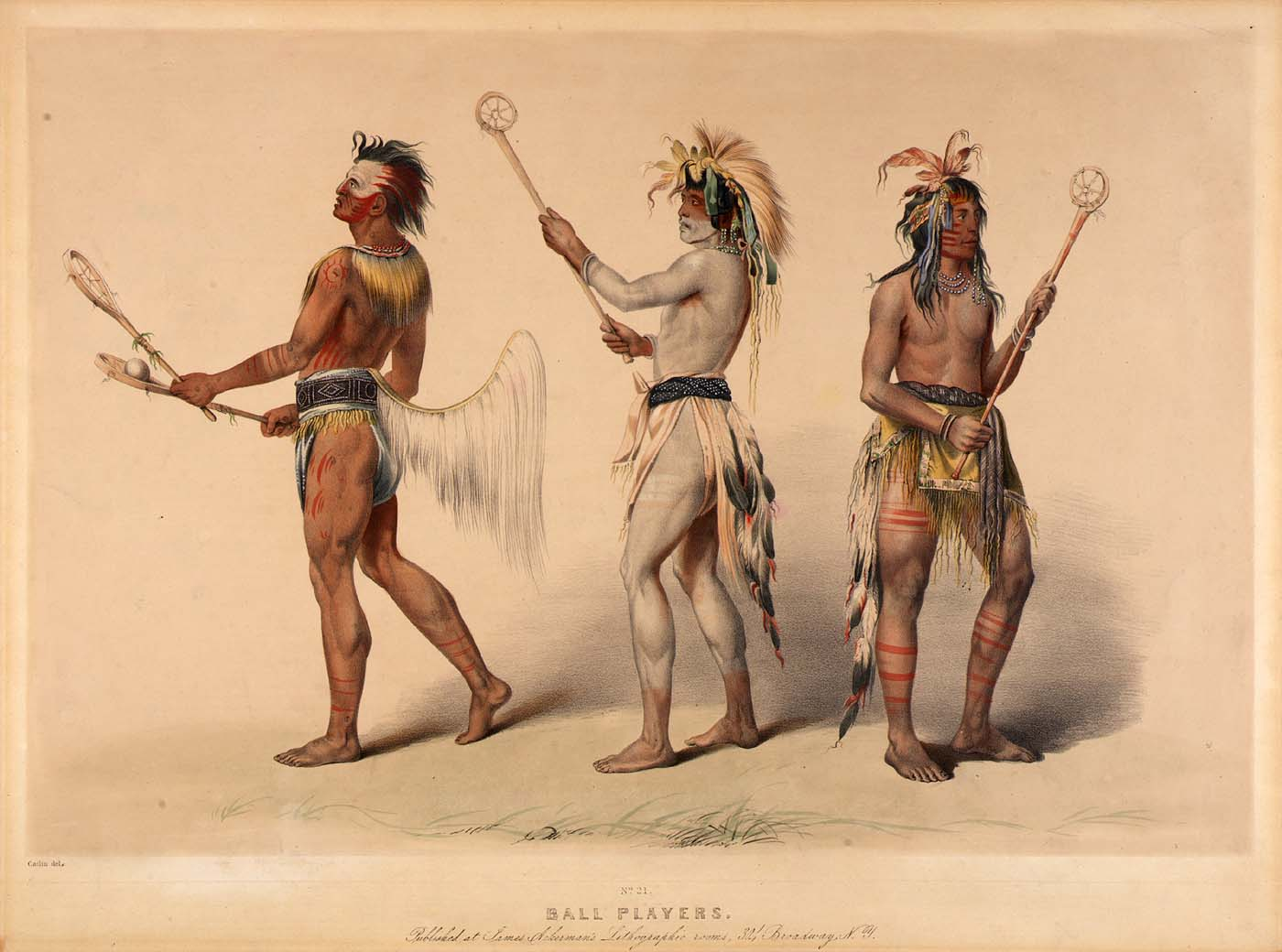
Lacrosse-Spieler

## Publikationen
- Die Indianer Nord-Amerikas und die während eines achtjährigen Aufenthaltes unter den wildesten ihrer Stämme erlebten Abenteuer und Schicksale : mit 24 vom Verf. nach d. Natur entworfenen Gemälden Brüssel : Muquardt, 1848. in: Deutsche Digitale Bibliothek
- The breath of life, or mal-respiration, and its effects upon the enjoyments & life of man. HathiTrust, 1862 (hathitrust.org).